# Villalgordo del Júcar
Villalgordo del Júcar é um município da Espanha na província de Albacete, comunidade autónoma de Castilla-La Mancha, de área 46,75 km² com população de 1248 habitantes (2004) e densidade populacional de 26,70 hab/km².

## Demografia
| Variação demográfica do município entre 1991 e 2004 | Variação demográfica do município entre 1991 e 2004 | Variação demográfica do município entre 1991 e 2004 | Variação demográfica do município entre 1991 e 2004 |
| --------------------------------------------------- | --------------------------------------------------- | --------------------------------------------------- | --------------------------------------------------- |
| 1991                                                | 1996                                                | 2001                                                | 2004                                                |
| 1257                                                | 1328                                                | 1246                                                | 1248                                                |